# Suovetaurilia

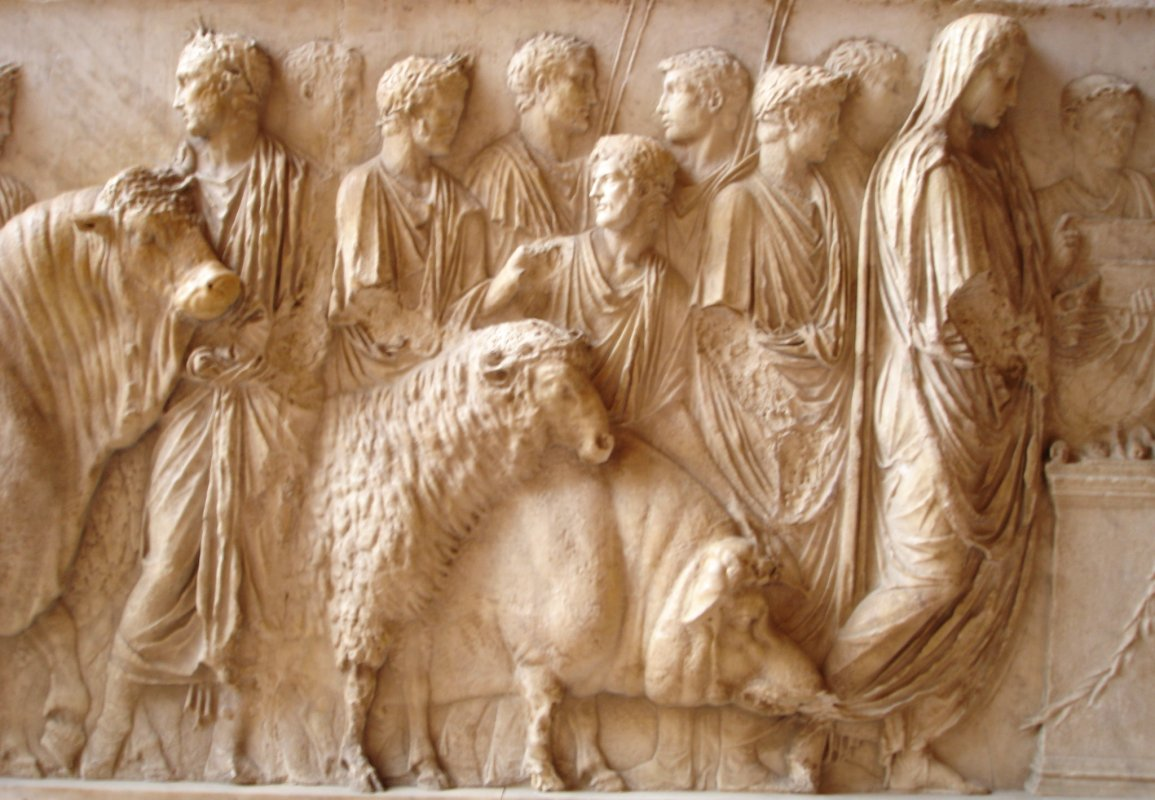
Suovetaurilia, (Museo del Louvre), il sacrificante incede indossando la toga secondo il modo del cinctus Gabinus, ovvero con parte della testa coperta dalla stessa. I suoi collaboratori cingono una corona di alloro, pianta sacra a Giove.

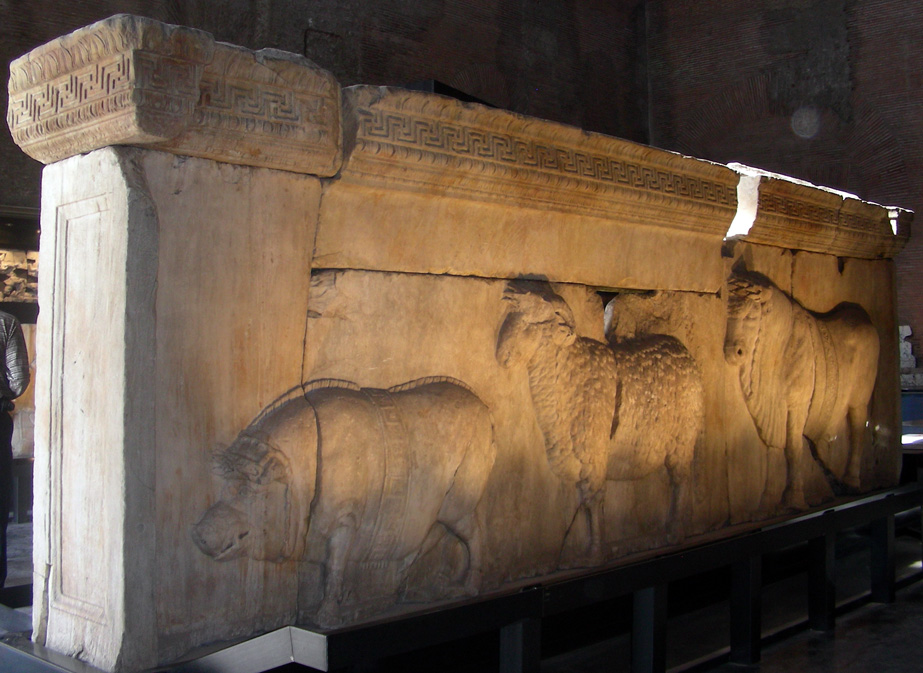
Raffigurazione degli animali sacrificati nei suovetaurilia sul retro dei "plutei di Traiano", oggi posti nella Curia Iulia, Foro Romano.

Il sacrificio dei suovetaurilia (o suovitaurilia) era un rito di purificazione a carattere anche apotropaico praticato nell'antica Roma, di origine indoeuropea: con esso si intendeva invocare la protezione delle divinità.
Consisteva nella consacrazione di un maiale (sus), di un montone (ovis) e di un toro (taurus) generalmente al dio Marte, anche se poi solo il toro veniva sacrificato a questo dio mentre il maiale veniva sacrificato alle divinità ctonie e gli agnelli o il montone al dio Quirino.
La più antica testimonianza dei suovetaurilia - presenti, dunque, anche presso i Greci - è quella fornita da Omero nell'Odissea, dove si riferisce che l'indovino Tiresia esorta Ulisse a sacrificare un maiale, un montone e un toro al dio Poseidone; ancora nell'Odissea, si parla del medesimo sacrificio alla corte del re dei Feaci, Alcinoo.
Tale invocazione rituale era causata da qualsivoglia circostanza che richiedeva l'intervento degli dèi anche a seguito del presunto allontanamento della loro benevolenza. Oppure per invocarne i favori o ancora per rimediare a degli errori causati involontariamente, ad esempio proprio durante un sacrificio, il che, in questo caso, richiedeva un nuovo sacrificio con una vittima di maggior valore.
Chi eseguiva il rito doveva disporre dell'autorità necessaria: un pater familias oppure un magistrato cum imperio.
Il rito veniva eseguito mediante delle modalità codificate:
- davanti al tempio veniva posto l'altare (ara) con accanto un fuoco (foculus) su cui precedentemente erano state versate le libagioni di vino e incenso;
- gli animali venivano introdotti nello spazio sacrificale addobbati di nastri sul capo (infulatae hostiae) e con un manto sulla groppa (dorsuale), mentre il sacrificante indossava la toga secondo il modo antico (cinctus Gabinus) ovvero con parte del capo coperto dalla stessa; introdotti gli animali venivano fatti circolare insieme agli officianti per tre volte intorno a coloro che dovevano purificare;
- a questo punto i due assistenti del sacrificante (il praeco e il tibicen) avvertivano dell'inizio del rito richiedendo il silenzio col suono di uno strumento;
- il sacrificante aspergeva quindi la vittima con il vino e con la mola salsa (farina di spelta bagnata dalla salamoia, così preparata dalle Vestali), passando successivamente la punta del coltello, senza tagliare, dalla testa alla coda dell'animale (pratica dell'"immolazione").

Generalmente uccidere l'animale era compito di alcune persone predisposte e denominate vittimari (nei tempi più antichi invece era compito del sacrificante);
- fegato, cuore e polmoni della vittima, ovvero gli exta destinati agli dèi, venivano estratti, controllati (se presentavano dei difetti il rito veniva ristabilito con una nuova vittima denominata succidanea) e infilati su uno spiedo posto nel fuoco sull'altare e in questo modo inviati alle stesse divinità;
- tutto il resto, ciò che è tra ossa e pelle (uiscera), ovvero la carne dell'animale sacrificato, essendo profano e non sacro, veniva consumato dai presenti.

Generalmente le divinità maschili richiedevano vittime di sesso maschile, mentre alle dee venivano sacrificati animali di sesso femminile.
Giove e Giunone richiedevano il sacrificio di animali bianchi, il dio della notte Summano animali neri, Vulcano rossi.

Giove voleva maschi castrati, mentre Marte maschi intatti. Prima del raccolto agricolo erano sacrificate vacche "pregne" (fordae). La circostanza decideva anche se sacrificare animali adulti o più giovani.